# Беласицький природний парк
Природний парк Беласиця (болг. Беласица Природен Парк) займає північні схили гори Беласиця в південно - західному регіоні Болгарії. Загальна площа парку становить 117 км² (45 квадратних миль). Біласиця є частиною Європейської екологічної мережі NATURA 2000 і управляється Дирекцією природного парку Беласиця, яка є юридичною особою підпорядкованою Виконавчому лісовому агентству Міністерства сільського господарства та продовольства. Офіс дирекції знаходиться в селі Коларово.
Природний парк межує на заході з Північною Македонією та на півдні з Грецією, обидва з яких містять регіони гори Беласиця. Природний парк Беласиця включає села Габрене, Скрут, Ключ, Яворниця, Камена, Самуїлово, Коларово, Беласиця та Петрич, які розташовані в муніципалітеті Петрич Благоєвградської області.

## Історія
Початковий процес збереження біорізноманіття гори Беласиця розпочався у 1988 році зі створення Конгурського заповідника. Оголошено наказом 671 Комітету охорони навколишнього середовища від 15.06.1988. Метою наказу була охорона природних лісових екосистем каштана звичайного та бука звичайного.
Біля підніжжя гори лежить заповідна територія Топилище, оголошена наказом 328 від 05.08.1992. Наказ був створений для захисту Королівської та Величної Папороті.
Беласиця був названий у наказі RD-925 від 27.12.2007 міністра навколишнього середовища та води Болгарії і є найновішим природним парком у країні.

## Флора

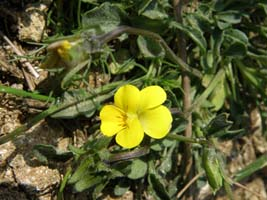
Віола стоянова

Близько 1500 видів рослин було виявлено в природному парку Беласиця, включаючи болгарські та балканські ендеміти, види, що охороняються Законом про біологічне різноманіття, види, включені до Конвенції про міжнародну торгівлю видами дикої фауни та флори, що перебувають під загрозою зникнення, та види, включені до Червоної книги Болгарії.
Деякі з видів рослин, які охороняються в лісі, включають бук звичайний, каштан звичайний (найбільший ареал ц країні), тис звичайний, падуб європейський, клен Гельдрейха, лілію албанську та медикаго карстієнзіс.

## Тваринний світ

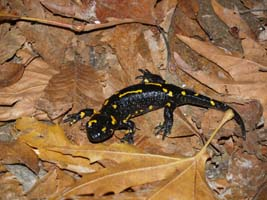
Саламандра саламандра

На фауну Беласиці впливають дві основні характеристики гори: розташування та висота. Гора Беласиці розташована в південно-західній частині Болгарії і є частиною Північної зони субтропічної зони.
За коротку історію Беласиці в горах було виявлено близько 1500 видів безхребетних і близько 180 видів хребетних, включаючи болгарських і балканських ендемітів. Деякі з охоронюваних тварин – білоспинний дятел, чорний дятел, орфеєва очеретянка та мала оливкова очеретянка.

## Ресурси
- Маршрути природних парків Болгарії, Державне агентство лісового господарства, Болгарія
- Захищені Території В Благоєвград Область, Регіональна Інспекція по Околній Середи І Водите Благоевград
- Заповідні території в Благоєвградському районі, Регіональна інспекція навколишнього середовища та води, Благоєвград

## Зовнішні посилання
- http://www.belasitsa.net
- http://www.belasitsa.com
- https://web.archive.org/web/20140528172300/http://www.natura.org/